# Huczwa
Huczwa – rzeka we wschodniej Polsce, lewobrzeżny dopływ Bugu. Płynie przez powiaty tomaszowski i hrubieszowski, na obszarze Grzędy Sokalskiej i Kotliny Hrubieszowskiej. Ma swoje źródła w Justynówce, w okolicach Tomaszowa Lubelskiego, a uchodzi do Bugu w miejscowości Gródek.
Długość rzeki wynosi 79 km, powierzchnia dorzecza 1394,3 km², a średni spadek 1,92‰. Szacuje się, że ilość wody dostarczana przez Huczwę do Bugu wynosi 4 m³/s i jest w skali regionu rzeką o średnim przepływie. Dno jej doliny ma zmienną szerokość (od 100 m do ponad 1 km), na wielu odcinkach jest podmokłe, z licznymi starorzeczami i rowami melioracyjnymi.
Główne dopływy: Wożuczynka, Białka, Sieniocha, Siniocha (lewe), Kamień (prawy).
Nad Huczwą leżą m.in.: Łaszczów, Tyszowce, Czermno, Turkowice, Wronowice, Werbkowice, Malice oraz Hrubieszów.